# Cleaning in place
Cleaning in Place (kortweg CIP) is een gebruikte techniek uit de procestechniek, waarbij een productiedeel (object) automatisch gereinigd wordt zonder dat het object of delen daarvan gedemonteerd, verplaatst of uit elkaar gehaald dient te worden. Soms is het nodig een deel van het object handmatig te prepareren, zoals het wegnemen van kritische delen of verwijderen van grove residuen. Vaak wordt een gehele fabriek of meerdere installaties door een CIP systeem gereinigd.
CIP vormt een belangrijk onderdeel bij GMP en HACCP en wordt toegepast in de voedingsmiddelenindustrie en farmacie.

## CIP ontwerp
Bij het ontwerpen of bepalen van een CIP reinigingsproces van een object moet worden gekeken naar de soort en mate van vervuiling, de aan het object te stellen eisen (bijvoorbeeld capaciteit of hygiene) en de reinigbaarheid van het object.

### Soort vervuiling
Vervuiling van een object kan optreden tijdens zijn gebruik maar ook bij stilstand, waardoor de aan het object gestelde eisen (kwaliteit of capaciteit) niet meer behaald kunnen worden. Deze vervuiling kan zijn:
- Productresten, zowel van het product zelf (bijvoorbeeld melk) of delen daarvan (eiwitten en vetten);
- Opbouw van mineralen, zoals ketelsteen;
- Microbiologische vervuiling: Als in een object langere tijd een biologisch actief product wordt verwerkt, dan zal hier continue groei van micro-organismen optreden;
- Kruisinfectie: Als er een kans bestaat op kruisinfectie, omdat er meerdere producten, die niet met elkaar in aanraking mogen komen, worden gemaakt of die bijvoorbeeld allergenen of toxiden bevatten.

In die gevallen dient een reiniging te worden toegepast teneinde de originele, schone staat weer te bereiken..

### Wanneer CIP reinigen
Per object moet de mate van de opbouw van verontreiniging worden bepaald. Dit kan door het doen van een risicoinventarisatie. De mate van vervuiling wordt bepaald door het product waar het object mee in aanraking komt (hoe vervuilend is het) en door het ontwerp en uitvoering van het object (dode hoeken en leidingstukken, hoe goed te reinigen). Dit kan gebeuren middels visuele en/of microbiologische metingen of gebaseerd zijn op gegevens van de leverancier. Dit bepaalt de standtijd van het object en de tijd tussen de reinigingen.
Verder moeten de randvoorwaarden, limieten en (hygiënische) eisen bepaald worden die aan de vervuiling worden gesteld, zoals welke niveaus acceptabel zijn.
Hierdoor wordt een CIP plan opgesteld, hierin worden zowel de soort uit te voeren reinigingen (zoals sanitair, steriel of aseptisch) en frequentie bepaald.

### Reinigingsbehoefte
De definitie van de reiniging wordt per object bepaald en kan zijn:
- Visuele reiniging, ofwel een visueel schoon object, zonder productresten. Hierbij te denken aan het legen en spoelen van een object en verwijderen van grove verontreinigingen;
- Chemische / fysisch reiniging: het verwijderen van kleine productresten en allergenen door het schoonmaken met behulp van chemicaliën, impact en temperatuur
- Microbiologische reiniging: het doden van micro-organismen en het object steriel op te leveren, bijvoorbeeld desinfectie of sterilisatie.

### Reinigingsparameters
De volgende parameters worden via het CIP systeem toegepast om de uiteindelijke proces-technische eisen te bereiken. Indien van de ene component minder gebruik wordt gemaakt, moet van de andere componenten extra worden gebruikgemaakt om hetzelfde doel te bereiken.
- Chemicaliën: wordt bepaald door het type verontreiniging (vetten, eiwitten);
- Temperatuur: wordt bepaald door de procestemperaturen en door het sterilisatie-effect;
- Impact, via flow en druk: wordt bepaald op basis van oppervlaktes, snelheden of reinigingsnozzle uitvoeringen;
- Tijden: wordt bepaald door opwarmtijden of contacttijden.

Vroeger vond reiniging plaats op basis van de verlopen reinigingstijd. Deze tijden waren vaak uit ervaring ontstaan zonder dat deze een directe relatie met het reinigingsresultaat hadden.
Tegenwoordig wordt gestuurd op directe, afgeleide meetwaarden (geleidbaarheid, troebelheid, pH) om de kwaliteit van de reiniging te kunnen garanderen.

## Reinigingsplan
Op basis van het CIP ontwerp dient een totaal CIP reinigingsplan met de reinigingseisen per object vastgesteld te worden. Dit programma bevat o.a. standtijden, reinigingstijden, volgorde van reinigingen en procesparameters (temperaturen, drukken, chemicaliën).
Vaak wordt na het uitvoeren van een aantal standaard reinigingen een uitgebreidere reiniging of sterilisatie toegepast. Hiervoor gelden vaak afwijkende parameters.
| Standaard   | Uitgebreid    | Demineralisatie | Sterilisatie | Pharmaceutische CIP                   |
| ----------- | ------------- | --------------- | ------------ | ------------------------------------- |
| Voorspoelen | Voorspoelen   | Voorspoelen     | Voorspoelen  | Voorspoelen                           |
|             |               | Zuur            |              |                                       |
|             |               | Tussenspoelen   |              |                                       |
| Loog        | Loog          | Loog            |              | Loog                                  |
|             | Tussenspoelen |                 |              | Tussenspoelen                         |
|             | Zuur          |                 | Zuur         | Zuur                                  |
| Naspoelen   | Naspoelen     | Naspoelen       | Naspoelen    | Naspoelen met stadswater              |
|             |               |                 |              | Naspoelen met gedemineraliseerd water |
| Drainen     | Drainen       | Drainen         | Drainen      | Drainen                               |

Voor de reiniging kunnen de volgende middelen gebruikt worden:
- Voorspoelen: met water waarvan de temperatuur ongeveer gelijk is aan de normale procestemperatuur;
- Tussenspoelen: met schoon water met een normale temperatuur;
- Naspoelen: met zeer schoon water met een lage temperatuur, waarin geen micro-organismen kunnen groeien;
- Loog: Concentratie ca. 1 - 1,5% NaOH, temperatuur ca 80 °C;
- Zuur: Concentratie ca. 0,7 - 1% HNO3 of 1 - 2,5% H3PO4, temperatuur ca. 65 °C;
- Desinfectanten: PAA, peroxides of diverse commerciële producten. Ook kan een stoom-reiniging worden gebruikt (Sterilization in Place (SIP)).

### Reinigingsoverzicht
Grotere CIP systemen kunnen vele objecten bevatten. Het is daarom van belang om een goed reinigingsoverzicht te hebben, zodat alle aangevraagde reinigingen ook werkelijk uitgevoerd kunnen worden voor wat betreft beschikbare tijd, chemicaliën, drukken en flows.
Uit de reinigingsdata voor alle objecten (verbruiken, drukken, tijden) volgt het totale reinigingsoverzicht inclusief de capaciteits-, tijds- en verbruiksbezetting. Hieruit zal moeten blijken dat alle objecten binnen de benodigde tijd gereinigd kunnen worden.

### Processturing
Bij de reiniging zorgt de besturing van de CIP-set voor het besturen en beheer van het proces. De CIP-set treedt op als zelfstandige unit waar objecten een reiniging kunnen aanvragen. De CIP-set handelt deze dan volgens een procedure af.
Vaak wordt gewerkt met één centrale CIP-set die in alle reinigingen voorziet. Indien er echter objecten zijn, die een hoog piekverbruik hebben of op een grote afstand van de CIP-set staan, kan worden gewerkt met meerdere of remote CIP-sets. Dit laatste wordt ook toegepast bij o.a. pasteurs, afvullers en filtratie-units, waar de CIP-vloeistoffen aan het object worden toegevoerd, maar waar de verdere (CIP-)reiniging door de lokale besturing wordt geregeld en uitgevoerd.
De CIP-setbesturing fungeert vrijwel altijd als master (stuurt het proces) en het object als slave (volgt het proces) en doet het volgende:
- Het controleren of de routing beschikbaar is;
- Het bepalen van het type reiniging en de uitvoering ervan;
- Het bewaken van de status ("Schoon", "Niet schoon", "In reiniging" of "Steriel").

## CIP Systeem
Het CIP- of reinigingssysteem is bedoeld om op de objecten de gevraagde reinigingen volgens het CIP ontwerp uit te kunnen voeren.
Een CIP systeem bestaat uit de volgende delen:

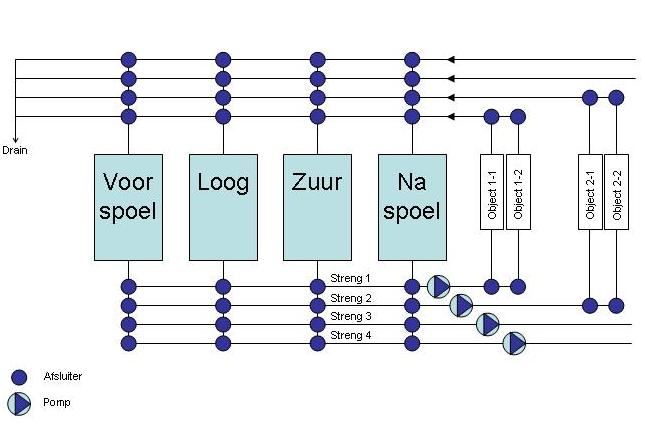
CIP Systeem

### Objecten
Een object kan een apparaat, machine, tank, leidingwerk of ander component zijn wat met product in aanraking komt of kan komen en daardoor een aparte reiniging behoeft. Vaak wordt ook de CIP-set zelf als object gezien, aangezien deze door het gebruik ook zal vervuilen.

### Strengen
Tussen de objecten en de CIP-set worden routes (strengen) gebruikt. Deze bestaan uit een combinatie van pompen, kleppen en opnemers en zijn zo ontworpen, dat de door de objecten gevraagde reiniging correct kan worden uitgevoerd.
Onderdelen hiervan zijn:
- Objecttoevoer: deze bestaat uit een tankafvoer, verdeelstation met pompen, kleppen en opnemers (meestal een flow- en drukmeting) naar een of meerdere strengen;
- Objectretour: deze bestaat uit een verdeelstation met kleppen, monstername en opnemers (temperatuur, flow, troebelheid en geleidbaarheid) vanaf de objecten naar de verschillende tanks en de drains.

In geval van grote verschillen in gevraagde flows en drukken van verschillende objecten worden frequentie geregelde pompen toegepast.

### CIP-set
De CIP-set bestaat uit een aantal componenten voor het leveren van de reinigingsparameters. Eveneens zorgt deze voor de afvoer en hergebruik van rest- en reinigingsvloeistoffen.
Meestal wordt gewerkt met één centrale CIP-set, maar er kan ook worden gewerkt met meerdere CIP-sets of een remote CIP-set.
De CIP-set kan uit de volgende secties 
- loogtanks;
- Zuurtanks;
- Desinfectantentanks. Desinfectant kan ook aan een ander medium worden toegevoegd;
- (Spoel)watertanks, voor diverse spoelstappen;

De CIP-set wordt op conditie gehouden voor de volgende punten. Idealiter is er voor elke functie een aparte regeling voorzien, maar vaak worden deze gecombineerd uitgevoerd.

#### Volume
Indien een te klein volume of laag niveau wordt gesignaleerd, moet het systeem worden bijgevuld. Meting kan via niveausensoren of weegcellen.

#### Temperatuur
Bij een te lage temperatuur in de tanks moet het systeem worden opgewarmd. Dit kan het beste via een circuit met warmtewisselaar. Voor directe stoominjectie is de kwaliteit van de toegevoerde stoom belangrijk. Meting kan met temperatuuropnemers.

#### Homogenisatie
De vloeistof in de tanks moet homogeen verdeeld zijn v.w.b. temperatuur en concentratie. Hierdoor is het nodig de vloeistoffen in beweging te houden middels een roerwerk.

#### Concentratie
De concentratie van chemicaliën moet op niveau (sterkte) blijven. Concentratie verhogen gebeurt door het toevoeren van geconcentreerde chemicaliën, bij voorkeur via een flow-, hoogte- of volumemeting direct in de tank. Meting kan via pH-meters of geleidbaarheidsmeters.

#### Bezinksel
Onder in de tanken kan zich een laag bezinksel en residuen ophopen, deze dienen regelmatig te worden verwijderd. Dit kan zowel automatisch als handmatig gebeuren. Meting kan via troebelheidmeters of handmatig via monsternameventielen.

### Media en hergebruik
Bij het reinigingsproces wordt water voor verschillende doeleinden gebruikt, zoals voor-, tussen- en naspoelwater. Voor het bijvullen van de chemicaliëntanks wordt vaak proceswater vanuit de leiding genomen.
Alle gebruikte media, behalve naspoelwater, worden teruggevoerd naar de CIP-set. Hier wordt aan de hand van meetwaarden (geleidbaarheid- en troebelheidmeting) bepaalt wat er met deze stroom gebeurt.
Voor CIP-retourvloeistoffen wordt een van de volgende toepassingen gekozen:
- Vloeistoffen worden deels hergebruikt uit besparingsoverwegingen indien deze zuiver en schoon genoeg zijn. Zo kunnen tussenspoel- en naspoelwater voor een andere functie worden gebruikt, zoals voorspoelen.
- Vloeistoffen die geen of een lichte vervuiling bevatten en niet hergebruikt kunnen of mogen worden, worden afgevoerd op een drain, eventueel gecombineerd met een (zuur-loog) egalisatie;
- Vloeistoffen die te zeer vervuild zijn met product kunnen als reststof worden verwerkt.

## Kwaliteit en Validatie
Als het CIP systeem en reiniging eenmaal inbedrijf is, moet het bereikte procesresultaat worden gemeten en gevalideerd. De reinigingscriteria die per object zijn vastgesteld moeten worden gemeten, beoordeeld en vastgelegd.

### Productkwaliteit
Omdat de reinigingseisen voor de objecten worden vastgesteld op basis van het product wat op de te reiniging installatie wordt verwerkt is het ook belangrijk dat kwaliteitsmetingen aan het product worden gedaan. Een afwijking in het product, bijvoorbeeld een hogere microbiologische waarde, zal tot een bijstelling van de reinigingseisen leiden.

### Inspectie
Het resultaat van de reiniging moet regelmatig worden gecontroleerd. Dit dient zowel te gebeuren door visuele inspectie van het object (controleren van materialen zoals pnozzles, pakkingen en lekkage) als van productresten en residuen.
Daarnaast moet ook een microbiologische inspectie en monstername gedaan worden (middels swaps). Aangezien controlepunten vaak zelf reinigingstechnische risico's op kunnen leveren moeten deze zodanig worden ontworpen, dat ze zelf geen bron van vervuiling zijn.

### Kwaliteit van de metingen
De gemeten waarden van de reinigingscriteria moeten een directe relatie met het reinigingsresultaat hebben. Zo mogen dus afgeleide waarden gemeten worden of signalen die voor andere toepassingen bedoeld zijn gebruikt worden. De meting moet op een positie plaatsvinden, die relevant is voor het reinigingsproces en het gemeten signaal moet stabiel en betrouwbaar zijn.
Alle belangrijke metingen, zowel meetwaarden alsook de standen van de kleppen (zijn deze echt open of dicht) moeten regelmatig worden gecontroleerd, gekalibreerd en/of geijkt.

### Water
Het bij het reinigingsproces gebruikte water moet ook voortdurend op kwaliteit gecontroleerd worden, zeker is dit belangrijk indien hergebruik op de CIP-set wordt toegepast. Zo is warmwater van bijvoorbeeld 35 °C of 55 °C zeer besmettelijk voor microbiologische groei.
Verder zijn ook de samenstelling en de hardheid belangrijke factoren.